# Kljutj
Kljutj (russisk: Ключ, da.: Nøglen) er en sovjetisk animationsfilm fra 1961 instrueret af Lev Atamanov.
Filmen er en satirisk fortælling, der udforsker begrebet lykke og nøglen til at finde den. 